# Amina Okueva
Amina Viktorivna Okueva (Odesa, 5 de junio de 1983-Kiev, 30 de octubre de 2017; ucraniano: анна віктiscenter) fue una médica y miliciana ucraniana de ascendencia chechena, activista de Euromaidán, convertida al Islam y teniente de policía. Durante el Euromaidán, trabajó como personal médico en el batallón Kiev-2 y entró en combate en la ciudad de Debáltsevo después de que los rebeldes alineados con Rusia la tomaran en 2015. Fue asesinada en una emboscada por atacantes desconocidos el 30 de octubre de 2017. Su esposo Adam Osmaev, líder del batallón Dzhojar Dudáyev, resultó herido en la emboscada pero sobrevivió.

## Primeros años de vida
Okueva nació como Natalia Nikiforova en Odesa en 1983. Hija única de padre checheno y madre polaca del Cáucaso septentrional, Okueva no conoció a su padre debido a su temprana muerte. La familia vivió en Moscú y Grozni antes de regresar a Ucrania en 2003 después de luchar del lado de la República Chechena de Ichkeria en la segunda guerra chechena, habiéndose convertido al Islam a la edad de 17 años. Después de su conversión y matrimonio con Isa Mustafinov, cambió su primer nombre a Amina. Cambió su apellido a Okueva después de un segundo matrimonio. Al llegar a Ucrania, se matriculó en la Universidad Médica Nacional de Odesa, donde se especializó en cirugía general antes de trabajar como pasante en un hospital local. Se casó tres veces; su primer marido, Isa Mustafinov, con quien se casó en 2000, murió en 2003 durante la segunda guerra chechena. Islam Tukhashev, su segundo marido, fue deportado de Ucrania por permanecer ilegalmente en el país y luego fue condenado a cadena perpetua en Rusia por el asesinato de agentes de inteligencia rusos en Ingusetia; debido a su estado de residencia, el matrimonio no se registró en Ucrania. En 2009 conoció a Adam Osmaev, actualmente acusado de intentar asesinar a Vladímir Putin; más tarde tuvieron una ceremonia de boda pero no registraron oficialmente el matrimonio.

## Euromaidán, actividades militares y políticas
Después del comienzo de Euromaidán, se unió a una unidad de veteranos de Afganistán y ocupó una carpa médica durante las protestas. Se unió al batallón «Kiev-2» para servir como paramédico en el este de Ucrania después del comienzo del conflicto, pero no practicó mucho la medicina mientras estuvo allí pero si lo hizo directamente en la batalla de Debaltseve en el Óblast de Lugansk. También se desempeñó como secretaría de prensa del batallón Dzhojar Dudáyev.
Se postuló en las elecciones parlamentarias de 2014 como candidata autoproclamada en el Suvorovskyi Raion de Odesa mientras era oficial de policía del Ministerio del Interior; recibió solo el 3,72% de los votos, lo que la colocó en el noveno lugar.

## Intento de asesinato
Un hombre que se hizo pasar por un periodista francés de Le Monde abrió fuego contra Okueva y su esposo mientras estaban en su automóvil en la calle Kyrylivska en Kiev el 1 de junio de 2017. En el ataque, su esposo resultó gravemente herido pero ella no, y en el proceso logró disparar cuatro rondas al atacante; la policía pudo detener al sospechoso e iniciar un proceso, en el que inicialmente lo identificaron no como un periodista francés sino como un ciudadano de Ucrania con el nombre de Aleksander Dakar. Más tarde, Dakar fue identificado como Arthur Abdulayevich Denisultanov, sospechoso de haber matado a Umar Israilov, exguardaespaldas de Ramzán Kadírov. Israilov había acusado a Kadírov de apoyar las violaciones de los derechos humanos en la Chechenia rusa. Arthur Denisultanov fue, como parte de un intercambio de prisioneros, liberado y entregado a las fuerzas de la autoproclamada República Popular de Donetsk el 29 de diciembre de 2019.

## Muerte
Okueva murió en una emboscada de estilo militar el 30 de octubre de 2017 cerca de la aldea de Hlevakha, Óblast de Kiev. Los atacantes no identificados abrieron fuego contra el automóvil que la transportaba a ella y a su esposo mientras disminuía la velocidad en un cruce de ferrocarril y le dispararon cinco rondas, incluidas dos balas fatales en la cabeza. Su esposo, Osmaev, solo resultó herido en la pierna y comenzó los primeros auxilios antes de llamar a los servicios de emergencia y alejarse, pero no tuvo éxito en sus esfuerzos por salvarla. El portavoz del Ministerio del Interior de Ucrania declaró que el ejército ruso podría haber estado involucrado, aunque se desconoce la identidad de los atacantes.
Okueva fue enterrada en Dnipró en la sección musulmana del cementerio de Krasnopil cerca del Dniéper el 1 de noviembre de 2017, junto a la tumba de Isa Munayev, donde declaró en su testamento que quería ser enterrada. Su familia no asistió a la ceremonia pública de despedida por temor a que el evento pudiera convertirse en blanco de un ataque, y el funeral en sí se llevó a cabo bajo vigilancia armada.
En noviembre de 2019, el Ayuntamiento de Kiev decidió cambiar el nombre de la calle Proektna en el distrito Shevchenkivskyi de Kiev por el de Okueva como parte del proceso nacional de descomunización en Ucrania. En junio de 2020, el ayuntamiento de Dnipró decidió que una nueva calle en el distrito Amur-Nyzhnodniprovskyi de la ciudad llevará el nombre de Okueva; un intento anterior de cambiar el nombre de la calle Populus local en su honor no había sido apoyado por sus residentes.